# Now or Never (Halsey)
Now or Never is een nummer van de Amerikaanse zangeres Halsey uit 2017. Het is de eerste single van haar tweede studioalbum Hopeless Fountain Kingdom.
Voor de bijbehorende videoclip had Halsey zelf de regie in handen. "De video is onderdeel van een lang verhaal over twee mensen die verliefd zijn, ondanks dat ze uit elkaar gedreven worden door verschillende dingen. Op zichzelf gaat het liedje over twee ongeduldige verliefden, maar in de context van het album gaat het over iets veel groters", aldus Halsey. De nummers op het album "Hopeless Fountain Kingdom" vormen namelijk samen één verhaal, waar "Now or Never" onderdeel van is. Het nummer werd vooral een hit in Amerika, met een 17e positie in de Billboard Hot 100. In Nederland haalde het nummer de 7e positie in de Tipparade, en in Vlaanderen de 24e positie in de Tipparade.